# Caplan
Caplan es un municipio canadiense situado en la provincia de Quebec.

## Superficie
Caplan tiene una superficie de 85,69 km².

## Demografía
En 2021, tenía 1966 habitantes, una densidad poblacional de 22,9 hab./km², y 969 viviendas.